# 成珠樓
成珠樓，始於1746年（乾隆十一年），建於廣州市海珠區南華中路漱珠桥畔，是廣州現存可考最古老的茶樓，曾有多家分店。於2000年歇業拍賣，僅余成珠餅家延續其業務，2006年茶樓主體拆卸。有最著名的特產成珠小鳳餅，現於成珠餅家仍存。，广州市政府颁发的“广州老字号”牌匾及“小凤”牌鸡仔饼的商标招牌仍存。

## 歷史
- 成珠樓前身名為成珠館，為廣州豪門伍氏[註 1]家主伍紫坦府內待客之私地。[7]
- 伍家有客临门，但点心师出外，婢女小凤端出一点心，即是后来於咸丰五年名动一方的成珠小凤饼。[1][8]
- 伍氏衰落，成珠馆数易其主，曾改名成珠餅家，兼营多种业务而少有起色。[9]
- 光緒年間，成珠館成為梁氏福和堂物業，時任家主梁殿華將其易名成珠樓。[9]
- 1928年，廣州市地政局勒索成珠樓，索要2.5万銀元，否則新開馬路將從成珠樓正中穿過。成珠樓不理睬，最後果然被“腰斬”。[1]被“腰斬”後，馬路南樓擴建營業而北樓作工場生產小鳳餅。[2]
- 1931年，成珠小鳳餅參加展覽，屢獲獎章，成為廣州代表手信。[10]
- 1937年，政府開闢馬路將成珠樓分開成兩邊[11]。
- 抗日戰爭廣州淪陷其間歇業後復業，至1947年曾設3家分店於西关第十甫成的珠茶楼、成珠饼家及澳门支店[3][2]。
- 1946年，成珠樓200週年。[10]
- 1959年，成珠樓公開小鳳餅配方。[7]
- 1985年10月9日，成珠樓南樓當晚2樓擺喪酒，3樓擺喜酒，位於2樓的發電機起火引起火災，超過100人罹難[12]。
- 1990年，成珠樓原址重建，易名成珠酒家，最旺盛時有南华东路分店和荔福路分店和新洲食品廠[3]。
- 2000年，成珠樓結業，同時老東主老員工重開成珠餅家。[3][6]
- 2002年，東江飲食集團拍得成珠樓物業，更名鴻星海鮮酒家。[6]
- 2006年3月1日，時名“鴻星海鮮酒家”的成珠樓正式結業，原址開發房地產。[3]

## 評價
據聞民國時期曾有順口溜：
老鄉老鄉，幾時出省城？

省城最有名，成珠雞仔餅。
另外1946年曾有贈詩雲：
小鳳餅，成珠樓，二百年來譽廣州。

酥脆甘香何所從，品茶細嚼似珍饈。

成珠高閣會天孫，綠皑新醅酒令傳。

醉傲天臺左右顧，漱珠橋畔海幢園。

## 注腳
1. ↑  當時廣州五大家族：潘、卢、伍、叶、周

## 外部連結
- 消失中的風景：風雨成珠樓